# Засоби масової інформації в Тернополі
У Тернополі працюють Філія НСТУ «Тернопільська регіональна дирекція» (телеканал «Суспільне Тернопіль», радіо «Українське радіо Тернопіль»), чотири комерційні телестудії («TV-4», «ІНТБ», «Тернопіль 1», «Файне місто», «МедіаТОР»), некомерційна телестудія громадської організації («ТМЦ.ІНФО»), дві комерційні FM-радіостанції («УХ-радіо», «Файне місто»), а також місцеві філії мережевих радіостанцій, які в окремі години ведуть мовлення з однойменними назвами («Радіо Рокс»). Є трансляція низки відеостудій і радіостанцій лише в Інтернеті. Також у місті видається близько десятка газет, здебільшого тижневики. Журнали: «Літературний Тернопіль», «City life», «Just One», «Файно жити». Усі друковані видання мають свої сторінки в Інтернеті. Також у Тернополі працює чимало інтернет-видань.

## Інтернет-видання
| Назва                            | Сайт               | Примітки                                                                                              |
| -------------------------------- | ------------------ | --- |
| 0352.ua — Сайт міста Тернополя   | 0352.ua            | ТОВ «Сітісайтс»                                                                                       |
| 20 хвилин — Новини Тернополя     | te.20minut.ua      | ТОВ «Медіа Дім „РІА“» (Медіакорпорація «RIA»). У структуру входить щотижнева газета «RIA+»            |
| Тернопіль. Інфо                  | ternopil.info      | |
| Без табу                         | beztaby.te.ua      | |
| Бізнес-область                   | biznesoblast.com   | |
| Доба                             | doba.te.ua         | |
| За Збручем                       | zz.te.ua           | |
| Інформаційний простір Тернопілля | infoprostir.te.ua  | ПП «Інформаційний простір»                                                                            |
| Місто                            | gazeta-misto.te.ua | |
| На Валовій                       | valova.te.ua       | |
| Новини Тернопільщини             | tenews.org.ua      | Всі новини Тернопільщини на одному сайті                                                              |
| Погляд                           | poglyad.te.ua      | |
| Про все                          | provse.te.ua       | |
| Реально                          | realno.te.ua       | |
| Тернополіс                       | ternopolis.te.ua   | |
| Терноград                        | ternograd.te.ua    | |
| Терен                            | teren.in.ua        | Періодично публікуються власні відеосюжети. У структуру входить щотижнева газета «Сільський господар» |
| Терміново                        | terminovo.te.ua    | |
| Тернопільська липа               | lypa.com.ua        | |
| Тернопільське інформаційне бюро  | ternopilinfo.com   | |
| Тернопільський тиждень           | t-weekly.org.ua    | |
| Тернопільські гарячі новини      | tgn.in.ua          | Реєстраційне свідоцтво друкованого ЗМІ: ТР 553—153 Р від 28.04.12                                     |
| Тернополяни                      | ternopoliany.te.ua | |
| Тернопільська мережева газета    | gazeta.te.ua       | |
| То Тернопільщина                 | to.te.ua           | |
| Файне місто                      | fainemisto.tv      | ПП «Файне місто». У структуру входить однойменна FM-радіостанція                                      |
| LIKE позитивні новини            | like-news.info     | |

### Закриті інтернет-видання
Інтернет-видання, які були закриті або більше не оновлюються.
- Фактор Тернопільщини[28] (2013—2019)
- Visit Тернопіль (2014—2018)
- Наше місто (2005—2007)

## Друковані видання (газети, журнали)
| Назва                         | Сайт                         | Періодичність       | Заснована      | Примітки |
| ----------------------------- | ---------------------------- | ------------------- | -------------- | --- |
| Агровісник                    |                              |                     | 2004           | Інформаційно-рекламна газета. Виходить з 2004 року. Засновник — ТОВ «Інформаційно-консультативний центр „Аграрник“». Інформаційна підтримка — Головне управління агропромислового розвитку ОДА, обласна сільськогосподарська дорадча служба, обласне об'єднання Асоціації фермерів України і Тернопільський інститут агропромислового виробництва. Директор — М. Бойко (від 2004). Наклад: 2004 — 1000, 2009 — 6500 прим.                        |
| Божий сіяч                    |                              | щомісяця            | 1995           | Газета Тернопільсько-Зборівської архієпархії УГКЦ |
| Вільне життя плюс             | vilne.org.ua                 | середа, п'ятниця    | 1939           | Всеукраїнська незалежна громадсько-політична газета. Видавець — трудовий колектив «Вільного життя». |
| Домашня газета                | vilne.org.ua                 | четвер              | 2002           | Порадниця для всієї родини. Видавець — пресова агенція «Вільне життя». |
| Дзвін                         |                              |                     | 1989           | |
| Екологічний сполох            |                              | щомісяця            | березень 1990  | Обласна щомісячна незалежна громадська природоохоронна газета. Спочатку називалася «За зразкове природокористування». Засновники: управління екології та природ. ресурсів у Терноп. обл., президія Терноп. обл. ради Укр. товариства охорони природи. Ред. — Г. Барва. |
| Животоки                      |                              |                     | 1992           | Часопис Української гімназії ім. І. Франка. Виходить з 1992. Містить методичні надбання педагогів, репрезентує творчість гімназистів. Редактор Г. Слюзар. |
| Катедра                       |                              | щомісяця            | 1 серпня 2003  | Парафіяльна газета УГКЦ, друкований орган Катедрального собору Непорочного Зачаття Пресвятої Богородиці. Редактор — отець-диякон В. Сампара. Часопис висвітлює реліг.-церк. життя, сприяє духовному вдосконаленню віруючих. |
| Козацькі скрижалі             |                              | щоквартально        | грудень 2000   | Часопис Тернопільського крайового Коша ім. Дмитра (Байди) Вишневецького. Від 2002 «Козацькі скрижалі» — газета Галицько-Волинського округу українського козацтва. Редактор — Б. Андрушків, від 2001 — І. Вергелес. Основні рубрики: «Історія розвитку козацтва», «Традиції», «Подих минувшини», «Літопис Зборівської і Збаразької битв», «Гетьмани», «Ватажки нашого краю», «Козацька Рада», «Надзбруччя — край козацький», «Усміхнись, козаче». |
| Літературний Тернопіль        |                              | кілька разів на рік | 2008           | Літературно-мистецький і громадсько-політичний часопис |
| Моя газета корисних оголошень | moya-gazeta.te.ua            | субота              | 2005           | |
| Нова Тернопільська газета     | nova.te.ua                   | середа              | 2000           | |
| Наш день                      | nday.te.ua                   | середа              | 12 червня 2013 | |
| Номер один                    | gazeta1.com                  | середа              | 2005           | |
| Погляд                        |                              | щомісяця            | із квітня 2006 | Видання центру «Допомога» Всеукраїнської чорнобильської спілки інвалідів управління МВС у Тернопільській області. Редактор — В. Щербина. Наклад — 1000 прим. |
| Подільське слово              | trrada.te.ua                 | п'ятниця            | 1967           | Офіційне видання Тернопільського району |
| RIA+                          | te.20minut.ua                | середа              | 1999           | |
| Свобода                       | svoboda.te.ua                | середа, п'ятниця    | 1990           | Видання облради і ОДА |
| Сільський господар плюс       | teren.in.ua/silskyj-gospodar | щотижня             | 2017           | Всеукраїнська громадсько-політична газета |
| City life                     | citylife.net.ua              | щомісяця            | 2014           | Інформаційно-розважальний журнал міста |
| Just one                      |                              | кілька разів на рік | 2015           | Інформаційно-розважальний журнал міста |
| Файно жити                    | fainozhyty.com.ua            | кілька разів на рік | 2021           | Інформаційно-розважальний журнал міста |
| Тернопільські гарячі новини   | tgn.in.ua                    | що два тижні        | 28 квітня 2012 | |
| Туризм і відпочинок           |                              | щотижня             | 2006           | Рекламно-інформаційна газета. Засновник і видавець — ПП «Домінус». |
| У кожен дім                   | dovidka.te.ua                | вівторок, субота    | серпень 1996   | Рекламно-інформаційна газета. Шеф-редактор — В. Перець, редактор — Н. Худа. Наклад 123800 примірників (2007). 8 сторінок формату А2; повноколірний друк. «У кожен дім» безкоштовно отримують жителі Тернополя, тижневик також надходить за юридичними адресами міста й райцентрів області. |
| Христова скеля                |                              | щомісяця            | 2003           | Газета Бучацької єпархії УГКЦ |

### Колишні періодичні видання
- газета «20 хвилин» — видання медіакорпорації «RIA», що виходило з понеділка по суботу, з осені 2008 року — лише тричі на тиждень. Газета друкувалася з 17 березня 2006 року по 28 грудня 2012 року. Від 2013-го виходить виключно в електронній формі для планшетів.
- газета «Більшовик» — виходила в Тернополі 21 липня — 11 вересня 1920, коли частина території Східної Галичини зайняли більшовицькі війська. Спочатку — фронтове видання політвідділу 14-ї армії, від 24 серпня — орган ЦК КПСГ. Редактор — І. Кулик, один із працівників — Мирослав Ірчан. Опубліковано офіційні документи Галревкому, агітаційні матеріали, памфлети тощо[46].
- газета «Благовіст» — виходила від 3 вересня 1990 як орган Української Незалежної Православної Церкви, потім — УАПЦ. Видання здійснював єпископ Тернопільський і Бучацький Василь. Припинила існування 1992[47].
- газета «Вісник Тернопілля» — рекламно-інформаційний тижневик. Виходив у 1992—2004 роках.
- газета «Думай!» — інформаційний тижневик. Виходив у 2002 — 2003 роках.
- «Echo nauczycielskie» («Луна вчительська») — польський педагогічний щомісячник. Виходив від червня 1931[48].
- «Echo podolskie» («Луна подільська») — польський тижневик. Виходив у 1926—1927[49].
- «Echo Tarnopolskie» («Луна Тернопільська») — польський тижневик. Виходив у 1926[50].
- газета «Jednodnówka» («Єдноньовка», «Одноднівка») — польський часопис. Вийшла 10 жовтня 1934 при щомісячнику «Gawedy Podchorunrzych»[51].
- церковна газета «Єпархіальний вісник» — видання архієпископа Тернопільського і Кременецького Лазаря (в миру — Р. Швець). Виходив 1990. Редактор — о. М. Бочкай[52].
- журнал-місячник «Книжочка миссійна» — у Тернополі вийшло кілька чисел цього журналу, у 1894, ч. 1—6. Видався на друкарні С. Коссовського[53].
- газета «Козацький голос» — видавалася Пресовим бюро 1-го Головного корпусу УГА і Пресовою Кватирою Начальної команди УГА, у Тернополі вийшло кілька номерів після 15 травня 1919 року[54].
- газета «Комбайнобудівник» — друкований орган ТОВ «Тернопільський комбайновий завод». Видавалася у 1975—1996[55].
- газета «Kresovy komunikat» (Кресови комунікат) — підпільний польський часопис. Видавець — організація «NIE» (Niepodległość — Незалежність). Виходив у 1945. Відомо про 10 номерів[56].
- газета «Kresovy zev» (Кресови зев) — підпільний польський часопис. Видавець — організація «NIE» (Niepodległość — Незалежність). Виходив у м. Тернопіль у жовтні — грудні 1944. Періодичність — раз на 5 днів[57].
- газета «Kurier Tarnopolski» — тижневик. Виходив у 1925.
- газета «Місто» — виходила щосереди від 21 травня 2003 до 19 червня 2013. Пізніше перетворилась в Інтернет-видання. Шеф-редактор — Оксана Яциковська.
- газета «Нова ера» — інформаційно-аналітичний тижневик (2006—2010). Рубрики: Актуально, Акценти, Ексклюзив, Економіка, Ера настрою, Особисте, Про нас, Культура, Здоров'я, Ера спорту, Господарочка, а також новини Тернополя, України, світу. Виходила щосереди. Шеф-редактор — Юрій Олійник.
- рекламно-інформаційна газета «Оазис-експрес» — виходила у березні — липні 1994. Редактор — В. Ханас[58].
- газета «Пан+пані» — всеукраїнський тижневик. Виходив у м. Тернопіль у 1992—1998 українською та російською мовами[59].
- журнал «Перехід IV» — інформаційно-просвітницьке видання. Востаннє виходив у 2009 році[60].
- газета «Перший промінь» — україномовний часопис. Видавали 1905 учні Української державної гімназії. Розмножували на гектографі[61].
- газета «Плуг» — тижневик українською мовою. Виходив від 11 травня 1932. Редактор І. Михайлевич[62].
- журнал «Своя Музика» — щомісячне видання про творчість музичних гуртів та сольних виконавців. Видавався у 2007—2008 роках.
- «Тернопільська газета» — тижневик, виходив по середах. Заснований у 1996 році. У 2003 році змінив назву на «Перша Тернопільська газета». У 2008 році змінив назву на «Тернопільські оголошення». Останній номер вийшов на початку 2011 року.
- «Вісник агентства міського розвитку» — інформаційний бюлетень Тернопільського агентства міського розвитку — аналітично-консультаційної організації, заснованої у Тернополі в липні 1997 року.
- газета «Тернопіль вечірній» — офіційна газета Тернопільської міської ради, що виходила з 25 березня 1990 року по 2016 рік.

## Радіостанції

### Мовлення в діапазоніУКХ(FM)
| Частота | Радіостанція     | Сайт                     | Головна студія  | Примітки |
| ------- | ---------------- | ------------------------ | --------------- | --- |
| 71.03   | Радіо Марія      | radiomaria.org.ua        | Київ, Тернопіль | Місцеве мовлення — 12:00-14:00, 15:00-16:00.                                                                   |
| 87.7    | Українське радіо | nrcu.gov.ua              | Київ, Тернопіль | НСТУ. В окремі години — місцеве мовлення філії НСТУ «Тернопільська регіональна дирекція»: 17:35-18:00 (будні). |
| 88.1    | Радіо «Максимум» | maximum.fm               | Київ            | Місцева реклама                                                                                                |
| 89.0    | Kiss FM          | kissfm.ua                | Київ            | Місцева реклама                                                                                                |
| 90.8    | Шлягер FM        | shlager.fm               | Київ            | Місцева реклама                                                                                                |
| 91.2    | Радіо «П'ятниця» | radiopyatnica.com.ua     | Київ            | Місцева реклама                                                                                                |
| 91.7    | Армія FM         | armyfm.com.ua            | Київ            | |
| 94.4    | Радіо Культура   | ukr.radio/3channel_about | Київ            | НСТУ |
| 101.1   | УХ-радіо         | uhradio.ua               | Тернопіль       | |
| 101.5   | Радіо Промінь    | promin.fm                | Київ            | НСТУ |
| 102.3   | FM Галичина      | galychyna.fm             | Львів           | Місцева реклама                                                                                                |
| 103.5   | Радіо Рокс       | radioroks.ua             | Київ, Тернопіль | Місцеве мовлення — 14:00-15:00. Випуски місцевих новин — 09:15, 15:15, 18:15. Місцева реклама                  |
| 104.1   | Наше радіо       | nasheradio.ua            | Київ            | Місцева реклама                                                                                                |
| 104.5   | Люкс FM          | lux.fm                   | Київ            | Місцева реклама                                                                                                |
| 104.9   | Радіо Релакс     | radiorelax.ua            | Київ            | Місцева реклама                                                                                                |
| 105.6   | Хіт FM           | hitfm.ua                 | Київ            | Місцева реклама                                                                                                |
| 106.1   | Байрактар        | radiobayraktar.com.ua    | Київ            | Місцева реклама                                                                                                |
| 106.8   | Файне місто      | fainemisto.fm            | Тернопіль       | |
| 107.4   | Радіо НВ         | radio.nv.ua              | Київ            | Місцева реклама                                                                                                |

На східній околиці міста можна зловити сигнали столичної радіостанції «Наше радіо» на 103.1 МГц зі щогли м. Волочиськ.
У північній частині міста слабкий сигнал радіостанцій з м. Кременець — «Українське радіо» та «Українське радіо Тернопіль» на 107.9 МГц.
У південно-західній околиці міста присутній слабкий сигнал з м. Бережани «Радіо П'ятниця» на 100.6 МГц, а також «Українське радіо» та «Українське радіо Тернопіль» на 103.2 МГц.
Також в окремі дні в південних околицях міста можна зловити радіо «Станція» з м. Чернівці на 103,2 МГц і радіо «Львівська хвиля» з м. Чортків на 105,9 МГц.
Місцеву рекламу і новини на мережевих радіостанціях розміщують кілька компаній:
- ТОВ «Радіо ТОН» — колишня місцева радіостанція. Завдяки збереженій студії здійснюється місцеве мовлення на «Радіо Рокс» з однойменними позивними (щодня з 14:00 до 15:00), а також трансляція випусків місцевих новин та рекламних блоків. Місцева реклама, але без місцевих новин, розміщується на «Kiss FM», «Нашому радіо», «Радіо Релакс», «Хіт FM» та «Радіо Байрактар».
- ТОВ «Медіа Дім РІА» (видавець друкованої газети «RIA+» та онлайн-видання «20 хвилин») розміщує місцеву рекламу на «Радіо П'ятниця», «Шансон», «Люкс FM» та «Радіо Максимум».
- ТОВ «Ідеї які продають» розміщує місцеву рекламу на «Радіо НВ» і «FM Галичина».

### Проводове мовлення
| Канал | Радіостанція               | Сайт                     | Головна студія | Примітки                                                                                  |
| ----- | -------------------------- | ------------------------ | -------------- | ----------------------------------------------------------------------------------------- |
| 1     | Українське радіо           | nrcu.gov.ua              | Київ           | НСТУ. В окремі години — мовлення місцевих радіостанцій.                                   |
| 1     | Українське радіо Тернопіль | nrcu.gov.ua/radio-te     | Тернопіль      | Філія НСТУ «Тернопільська регіональна дирекція». Час мовлення: 12:42-13:00, 17:42-18:00.  |
| 1     | УХ-радіо                   | uhradio.ua               | Київ           | НСТУ.                                                                                     |
| 2     | Радіо Промінь              | promin.fm                | Київ           | НСТУ. Час мовлення: будні — 05:27-14:00, 16:00-24:00, вихідні — 05:27-14:00, 16:00-24:00. |
| 3     | Радіо Культура             | ukr.radio/3channel_about | Київ           | НСТУ. Час мовлення: 05:57-24:00.                                                          |

### Мовлення місцевихрадіостанцій в Інтернеті
| Радіостанція               | Сайт/Соцмережі       | Швидкість потоку | Примітки |
| -------------------------- | -------------------- | ---------------- | --- |
| Українське радіо Тернопіль | nrcu.gov.ua/radio-te | 192Kbps          | Онлайн-трансляція радіостанції, що мовить, згідно розкладу, на частоті 87.7 МГц. Філія НСТУ «Тернопільська регіональна дирекція» |
| УХ-радіо                   | uhradio.ua           | 128Kbps          | Онлайн-трансляція радіостанції, що мовить на частоті 101.1 МГц                                                                   |
| Файне місто                | fainemisto.fm        | 192 Kbps         | Онлайн-трансляція радіостанції, що мовить на частоті 106.8 МГц                                                                   |
| Світанок                   | radiosvitanok.org.ua | 192 Kbps         | Радіостанція Тернопільсько-Зборівської архиєпархії УГКЦ                                                                          |

### Колишні місцеві радіостанції, які мовили виключно в Інтернеті
- Radio Power UA — радіостанція студентів з Гани, мовлення велось на сайті radiopowerua.com[90].
- Nova Planeta —  contemporary music, мовлення велось на сайті novaplaneta.stream[91].

## Телебачення

### Цифрове мовлення(DVB-T2,H.264/MPEG-4 AVC)
1-й мультиплекс (25 ТВК) 
| Назва              | Сайт                   | Головна студія | Примітки                   |
| ------------------ | ---------------------- | -------------- | -------------------------- |
| Перший             | tv.suspilne.media      | Київ           | НСТУ                       |
| Рада               | tv.rada.gov.ua         | Київ           |                            |
| 1+1                | 1plus1.ua              | Київ           |                            |
| Суспільне Культура | culture.suspilne.media | Київ           |                            |
| ICTV               | ictv.ua                | Київ           |                            |
| СТБ                | stb.ua                 | Київ           |                            |
| Інтер              | inter.ua               | Київ           |                            |
| Уніан ТБ           | unian.tv               | Київ           |                            |
| Бігуді             | biguditv.com           | Київ           |                            |
| Армія ТБ           | armyfm.com.ua          | Київ           |                            |
| —                  | —                      | —              | Конкурс від 10 серпня 2023 |

 2-й мультиплекс (39 ТВК) 
| Назва        | Сайт          | Головна студія | Примітки                   |
| ------------ | ------------- | -------------- | -------------------------- |
| Новий канал  | novy.tv       | Київ           |                            |
| ТЕТ          | tet.tv        | Київ           |                            |
| 2+2          | 2plus2.ua     | Київ           |                            |
| М1           | m1.tv         | Київ           |                            |
| НТН          | ntn.ua        | Київ           |                            |
| Мега         | megatv.ua     | Київ           |                            |
| ПлюсПлюс     | plus-plus.tv  | Київ           |                            |
| Ми — Україна | weukraine.tv  | Київ           |                            |
| 1+1 Україна  | 1plus1.ua     | Київ           |                            |
| ICTV2        | ictv.ua/ictv2 | Київ           |                            |
| ОЦЕ ТБ       | oce-tv.tv     | Київ           |                            |
| —            | —             | —              | Конкурс від 10 серпня 2023 |

 3-й мультиплекс (23 ТВК) 
| Назва       | Сайт       | Головна студія | Примітки                            |
| ----------- | ---------- | -------------- | ----------------------------------- |
| К1          | k1.ua      | Київ           |                                     |
| К2          | k2.ua      | Київ           |                                     |
| Zoom        | zoomua.tv  | Київ           |                                     |
| Прямий      | prm.ua     | Київ           | Відсутнє мовлення від 4 квітня 2022 |
| Еспресо TV  | espreso.tv | Київ           | Відсутнє мовлення від 4 квітня 2022 |
| XSPORT      | xsport.ua  | Київ           |                                     |
| Enter-фільм | —          | Київ           |                                     |
| Піксель TV  | pixelua.tv | Київ           |                                     |

 5-й мультиплекс (37 ТВК) 
| Назва               | Сайт              | Головна студія | Примітки                            |
| ------------------- | ----------------- | -------------- | ----------------------------------- |
| 5 канал             | 5.ua              | Київ           | Відсутнє мовлення від 4 квітня 2022 |
| ТАК TV              | —                 | Київ           |                                     |
| —                   | —                 | —              | Конкурс від 10 серпня 2023          |
| —                   | —                 | —              | Конкурс від 31 серпня 2023          |
| Сонце               | sonce.tv          | Київ           |                                     |
| Суспільне Тернопіль | te.suspilne.media | Тернопіль      | Філія НСТУ                          |
| TV-4                | tv4.te.ua         | Тернопіль      |                                     |
| ІНТБ                | intb.te.ua        | Тернопіль      |                                     |

 7-й мультиплекс (6 ТВК) 
| Назва                | Сайт | Головна студія | Примітки |
| -------------------- | ---- | -------------- | -------- |
| Запланований конкурс |      |                |          |

 Місцевий мультиплекс (44 ТВК) 
| Назва       | Сайт                | Головна студія | Примітки                                      |
| ----------- | ------------------- | -------------- | --------------------------------------------- |
| Аверс       | volynnews.com/avers | Луцьк          | Мовлення повинне розпочатись найближчим часом |
| Тернопіль 1 | t1news.tv           | Тернопіль      |                                               |

### Місцевий відеопродукт в Інтернеті
Перелік ЗМІ, що працюють як Інтернет-телеканали і яким не потрібна ліцензія на мовлення, а також відеостудій, які створюють відеоролики на різні теми і розміщують їх на власних платформах в Інтернеті.
| Назва                                    | Юридичні дані / Власник                                          | Сайт                                                           | Примітки                                          |
| ---------------------------------------- | ---------------------------------------------------------------- | -------------------------------------------------------------- | ------------------------------------------------- |
| МедіаТОР                                 | ТОВ «Інформаційне агентство „МедіаТОР“»                          | mediator.te.ua [Архівовано 15 лютого 2022 у Wayback Machine.]  | Прямі трансляції з місць подій, новинні сюжети    |
| ТМЦ.ІНФО                                 | Тернопільська міська громадська організація «МЕДІА-ЦЕНТР»        | tmcinfo.com.ua [Архівовано 22 березня 2022 у Wayback Machine.] | Прямі трансляції прес-конференцій, новинні сюжети |
| Терен                                    | Інтернет-видання «Терен»                                         | teren.in.ua [Архівовано 7 липня 2015 у Wayback Machine.]       | Новинні сюжети                                    |
| Поліція Тернопільщини                    | Головне управління Національної поліції в Тернопільській області | tp.npu.gov.ua [Архівовано 14 травня 2020 у Wayback Machine.]   | Новинні сюжети про діяльність поліції             |
| Управління ДСНС у Тернопільській області | Управління ДСНС у Тернопільській області                         | tr.dsns.gov.ua [Архівовано 29 квітня 2020 у Wayback Machine.]  | Новинні сюжети про діяльність рятувальників       |

У Тернополі працює кілька операторів кабельного та інтернет-телебачення — «UFOnet [Архівовано 22 березня 2022 у Wayback Machine.]», «Колумбус», «Воля», «Київстар», «Укртелеком», «CanadaNET», які пропонують різні пакетів телеканалів.

## Онлайн-трансляції
За деякими подіями у Тернополі можна наживо спостерігати в мережі Інтернет. Прямі трансляції відбуваються на місцевих телеканалах і радіостанціях. Переважно це програми прямого ефіру, рідше — трансляції за межами теле- і радіостудій.
Також у Тернополі є ряд активних блогерів, які публікують відео та ведуть онлайн-трансляції на власних сторінках у мережі Інтернет.

### Вебкамери
За подіями, які відбуваються на вулицях і майданах міста, а також за краєвидами можна спостерігати через вебкамери. На час дії воєнного стану в Україні доступ до трансляцій з веб-камер обмежений.
| Провайдер                                        | Сайт                                                                | Кількість вебкамер | Примітки |
| ------------------------------------------------ | ------------------------------------------------------------------- | ------------------ | --- |
| КП «Тернопіль Інтеравіа» спільно з ПП «Колумбус» | ternopil.webcam [Архівовано 12 листопада 2018 у Wayback Machine.]   | Понад 600          | Міські краєвиди, автомобільні перехрестя, вулиці міста, зони відпочинку, фонтани, навчальні заклади (двір та фоє), стадіони, спортивні та дитячі майданчики. |
| Гірськолижний комплекс «Савич-парк»              | savich-park.te.ua [Архівовано 24 листопада 2015 у Wayback Machine.] | 4                  | Гірськолижний та сноутюбовий схили. |
| ПАТ «Укртелеком»[джерело?]                       | ukrtelecom.ua [Архівовано 22 березня 2022 у Wayback Machine.]       | 1                  | Церква Матері Божої Неустанної Помочі УГКЦ [Архівовано 4 березня 2016 у Wayback Machine.].                                                                   |